# Булл-Ран (Вірджинія)
Булл-Ран (англ. Bull Run) — переписна місцевість (CDP) в США, в окрузі Принс-Вільям штату Вірджинія. Населення — 16 794 особи (2020).

## Географія
Булл-Ран розташований за координатами 38°46′47″ пн. ш. 77°31′13″ зх. д. / 38.77972° пн. ш. 77.52028° зх. д. (38.779796, -77.520310).  За даними Бюро перепису населення США в 2010 році переписна місцевість мала площу 6,83 км², з яких 6,73 км² — суходіл та 0,09 км² — водойми.

## Демографія
Згідно з переписом 2010 року, у переписній місцевості мешкали 14 983 особи в 5602 домогосподарствах у складі 3334 родин. Густота населення становила 2195 осіб/км².  Було 5946 помешкань (871/км²).
Расовий склад населення:
| - 46,9 % — білих - 20,1 % — чорних або афроамериканців - 7,2 % — азіатів - 0,6 % — корінних американців - 19,7 % — осіб інших рас |

До двох чи більше рас належало 5,6 %. Частка іспаномовних становила 36,9 % від усіх жителів.
За віковим діапазоном населення розподілялося таким чином: 26,7 % — особи молодші 18 років, 69,6 % — особи у віці 18—64 років, 3,7 % — особи у віці 65 років та старші. Медіана віку мешканця становила 29,4 року. На 100 осіб жіночої статі у переписній місцевості припадало 99,7 чоловіків;  на 100 жінок у віці від 18 років та старших — 97,8 чоловіків також старших 18 років.
Середній дохід на одне домашнє господарство  становив 77 051 долар США (медіана — 64 048), а середній дохід на одну сім'ю — 77 903 долари (медіана — 63 882). Медіана доходів становила 47 390 доларів для чоловіків та 42 181 долар для жінок. За межею бідності перебувало 12,8 % осіб, у тому числі 18,5 % дітей у віці до 18 років та 16,6 % осіб у віці 65 років та старших.
Цивільне працевлаштоване населення становило 8573 особи. Основні галузі зайнятості: науковці, спеціалісти, менеджери — 17,4 %, роздрібна торгівля — 14,4 %, освіта, охорона здоров'я та соціальна допомога — 14,2 %.

## Історія
Поблизу Булл-Рана під час Громадянської війни у США відбулися дві великі битви — Перша битва при Булл-Рані та Друга битва при Булл-Рані.
1980 року плантація Бен-Ломонд потрапила до Національного реєстру історичних місць США.